# Walney (île)
Walney est une île située à l'extrémité ouest de la baie de Morecambe, sur la côte ouest de l'Angleterre. Elle forme une partie de la ville de Barrow-in-Furness. Elle est séparée du reste de la ville par le chenal Walney, un bras de mer étroit qui est franchi par le pont de Walney. Elle est la plus grande des Îles de Furness, aussi bien en taille qu'en nombre d'habitants. Elle est également la plus grande île anglaise de la mer d'Irlande. Lors du recensement de 2011 (en), sa population était de 10 651 hab.

## Traduction
- (en) Cet article est partiellement ou en totalité issu de l’article de Wikipédia en anglais intitulé « Walney Island » (voir la liste des auteurs).